# Свадьба (фильм, 1944)
«Сва́дьба» — советский комедийный художественный фильм, поставленный в 1944 году режиссёром Исидором Анненским на Тбилисской киностудии (Грузинская ССР), но снимавшийся на базе «Мосфильма», в Москве, в Лиховом переулке.
Фильм, созданный по одноимённому водевилю А. П. Чехова, рассказам «Свадьба с генералом», «Перед свадьбой», «Брак по расчёту», «В бане» и сценке «Жених и папенька», является сатирой на нравы среднего класса дореволюционной России.
В 2007 году об истории создания картины был снят документальный телефильм «История одной „Свадьбы“».

## Сюжет
Мещане Жигаловы, у которых на выданье дочь Дашенька, к ужасу своему узнают, что чиновник Апломбов, ежедневно обедавший у них и зарекомендовавший себя женихом, жениться вовсе не собирается. С большим трудом удалось отцу Дашеньки уговорить амбициозного жениха сделать предложение. Жених согласился, поставив условием обязательное присутствие на свадьбе генерала. Один из близких к дому Жигаловых людей, агент страхового общества Нюнин, обещает доставить на праздник генерала и получает за это 25 рублей.
И вот, наконец, свадьба. В торжественный момент прибыл главный гость — пожилой генерал Ревунов-Караулов, родной дядя Нюнина. Скандал разгорелся в самый пик веселья, когда выяснилось, что генерал — вовсе не генерал, а всего лишь капитан второго ранга (подполковник). Узнав о том, что за визит генерала, оказывается, заплачено 25 рублей, ошеломлённый Ревунов-Караулов покидает празднество. Выпивший жених ссорится с телеграфистом Ятем, приглашённым на торжество, а узнав, что за невесту дают меньше приданого, в ярости рвёт дорогие подушки. Свадьба расстраивается.

## В ролях
- Алексей Грибов — Кирилл Захарович Жигалов, отец невесты
- Фаина Раневская — Настасья Тимофеевна Жигалова, мать невесты
- Эраст Гарин — Эпаминонд Максимович Апломбов, жених
- Зоя Фёдорова — Дашенька, Дарья Кирилловна Жигалова, невеста
- Николай Коновалов — Фёдор Яковлевич Ревунов-Караулов, капитан 2-го ранга (подполковник) в отставке
- Михаил Яншин — Андрей Андреевич Нюнин, агент страхового общества
- Сергей Мартинсон — Иван Михайлович Ять, телеграфист
- Вера Марецкая — Анна Мартыновна Змеюкина, акушерка-певица
- Осип Абдулов — Харлампий Спиридонович Дымба, грек-кондитер
- Николай Плотников — шафер
- Сергей Блинников — Дмитрий Степанович Мозговой, матрос
- Владимир Владиславский — Кондрашкин, доктор
- Лев Свердлин — шарманщик
- Александр Костомолоцкий — дирижёр
- Софья Левитина — гостья
- Ирина Мурзаева — гостья
- Михаил Пуговкин — гость
- Георгий Бударов — гость
- Елена Понсова — гостья
- Антоний Ходурский — Осип Лукич Бабельмандебский, гость
- Александр Щагин — лакей
- Александра Данилова — прачка, выглядывающая из окна (нет в титрах)
- Иван Клюквин — Василий, гость (нет в титрах)
- Татьяна Пельтцер — жена доктора Кондрашкина (нет в титрах)
- Павел Шпрингфельд — гость (нет в титрах)
- Григорий Мерлинский — шафер (нет в титрах)
- Валентина Кузнецова — эпизод

## Съёмочная группа
- Автор сценария и режиссёр: Исидор Анненский
- Оператор: Юрий Екельчик
- Художник: Семён Мандель
- Композитор: Валерий Желобинский (кроме оригинальной музыки, в фильме прозвучал известный романс Александра Давыдова «Тебя не вырвут у меня…» в аранжировке В. Желобинского)
- Художественный руководитель: Михаил Чиаурели

## История создания
Съёмки картины проходили в Москве, в Лиховом переулке (дом 3, строение 2), в двухэтажном старинном здании, находящемся в углублении (в настоящее время там располагаются офисные помещения) и принадлежавшем в те годы документалистам. Съёмки проходили по ночам на верхнем этаже (днём документалисты готовили выпуски «Хроники»). В уличных кадрах можно видеть приметы военной Москвы — заклеенные крест-накрест окна.
Картину было приказано выпустить на экраны к 40-летию смерти А. П. Чехова. По выражению Фаины Раневской, «У нас ведь даже из годовщины смерти могут сделать праздник».
Эраст Гарин вспоминал «немногочисленные репетиции и очень длительное время съёмок». Он говорил о своей роли, что в его дореволюционном детстве «бродили такие вредные, вроде моего жениха, маски». Гарин сам предложил добавить к внешности Апломбова стояче-откидной крахмальный воротничок, а художник по костюмам Шелли Быховская его «гиперболизировала». Также по просьбе артиста ему прилепили усы щёточкой под Адольфа Гитлера и одели в узкую визитку.

## Отзывы
По словам киноведа Ростислава Юренева, хотя юбилей Чехова и выпал на тяжёлое время, киностудии смогли выпустить сразу два непохожих фильма по его произведениям: «Юбилей» Владимира Петрова и «Свадьба» Исидора Анненского. И если первый «при отменной актёрской игре оказался несколько вялым, академичным», то второй, «несмотря на бледность и неизобретательность режиссуры, дал множество великолепных актёрских работ». Особо восхитила его игра Веры Марецкой:
Сколько задора, настоящей женственности и вместе с ней провинциальной вульгарности, мещанского жеманства внесла Вера Марецкая в образ акушерки Змеюкиной! Как мало мы использовали в кино удивительное комедийное дарование этой актрисы!